# Xian de Jingle
Pour les articles homonymes, voir Jingle.
Le xian de Jingle (静乐县 ; pinyin : Jìnglè Xiàn) est un district administratif de la province du Shanxi en Chine. Il est placé sous la juridiction de la ville-préfecture de Xinzhou.

## Démographie
La population du district était de 155 052 habitants en 1999.